# Локаята
Локаята або Чарвака — одна з неортодоксальних шкіл (настіка) у давній та середньовічній індійській філософії, яка вважається атеїстичною і матеріалістичною. Як і інші неортодоксальні школи індійської філософії — буддизм та джайнізм, локаята не визнавала авторитету Вед.
До цього вчення близьке інше — Адживіка.
Засновником школи вважається напівлегендарний мудрець Бріхаспаті. Школа припинила своє існування в 15 столітті. Попри те, що сьогодні будь-які оригінальні тексти відсутні, і деякі дослідники вважають локаяту свого роду софістикою освічених брахманів, неможливо не бачити її вплив на розвиток філософії в Індії, про що свідчить полеміка з ними прихильників практично всіх напрямів індійської думки. Все, що відомо про локаяту або чарваку, збереглося тільки у вигляді критики в трактатах інших філософських шкіл.
Назва Чарвака походить, можливо, від мудреця Чарваки, автора «Брихаспаті-сутр», які до наших часів не збереглися, як і будь-які інші книги цього напрямку.
Локаята вважала істинним тільки те, що можна осягнути безпосереднім сприйняттям, вважала, що існує — тільки цей світ (лока), єдина реальність — матерія, метою людського існування — досягнення насолоди.
За вченням локаяти світ складається з 4 елементів: води, вогню, землі та повітря.
Кожному з цих елементів відповідає свій специфічний різновид атомів, вічних та незмінних.
Свідомість, розум і чуття — теж наслідок поєднання вказаних первинних елементів.
Найчастіше локаятиками називають тих, хто вважає душу ідентичною тілу, що існує лише доти, поки живе тіло.
Локаята — це віра в реальний світ (лока) і невір'я в існування потойбічного світу.
Погляди представників цієї школи іноді порівнюють з поглядами старокитайського мудреця Чжу Ян.